# Роза Лімська
Роза Лімська або Роза з Ліми (20 квітня 1586 , Ліма  — 24 серпня 1617 , Ліма ), справжнє ім'я Ісабель Флорес де Олива (ісп. Izabela de Flores del Oliva) — домініканська черниця з Перу, перша католицька свята, що походить з Америки.

## Біографія
Її батьками були Ґаспер Флорес і Марія Оліва. При хрещенні їй нарекли Ізабелою, однак зважаючи на її делікатність, її кликали Розою. Це ім'я вона і отримала при миропомазанні. Відзначалася глибокою вірою і побожністю. Ще дитиною склала шлюб чистоти. Її пробували видати заміж, проте вона цьому противилася. Через те, що родина була незаможною, раніше почала працювати: займалася вирощуванням квітів, шиттям та вишиванням. У 20-річному віці стала черницею-домініканкою. Мешкала тоді у літньому будинку в саду своїх батьків.
За свій ідеал вважала святу Катерину Сієнську. Проводила час у постах та молитві. Жила надзвичайно скромно, допомагала вбогим і хворим. Померла 24 серпня 1617 р., у день який передбачила.
Багато чудес здійснилось після її смерті. Вона була оголошена блаженною папою Климентом IX, в 1667 році, і канонізована в 1671 році Климентом X. Роза стала першою із жителів Американського континенту, які так вшановані.

## Реліквії та санктуаріум

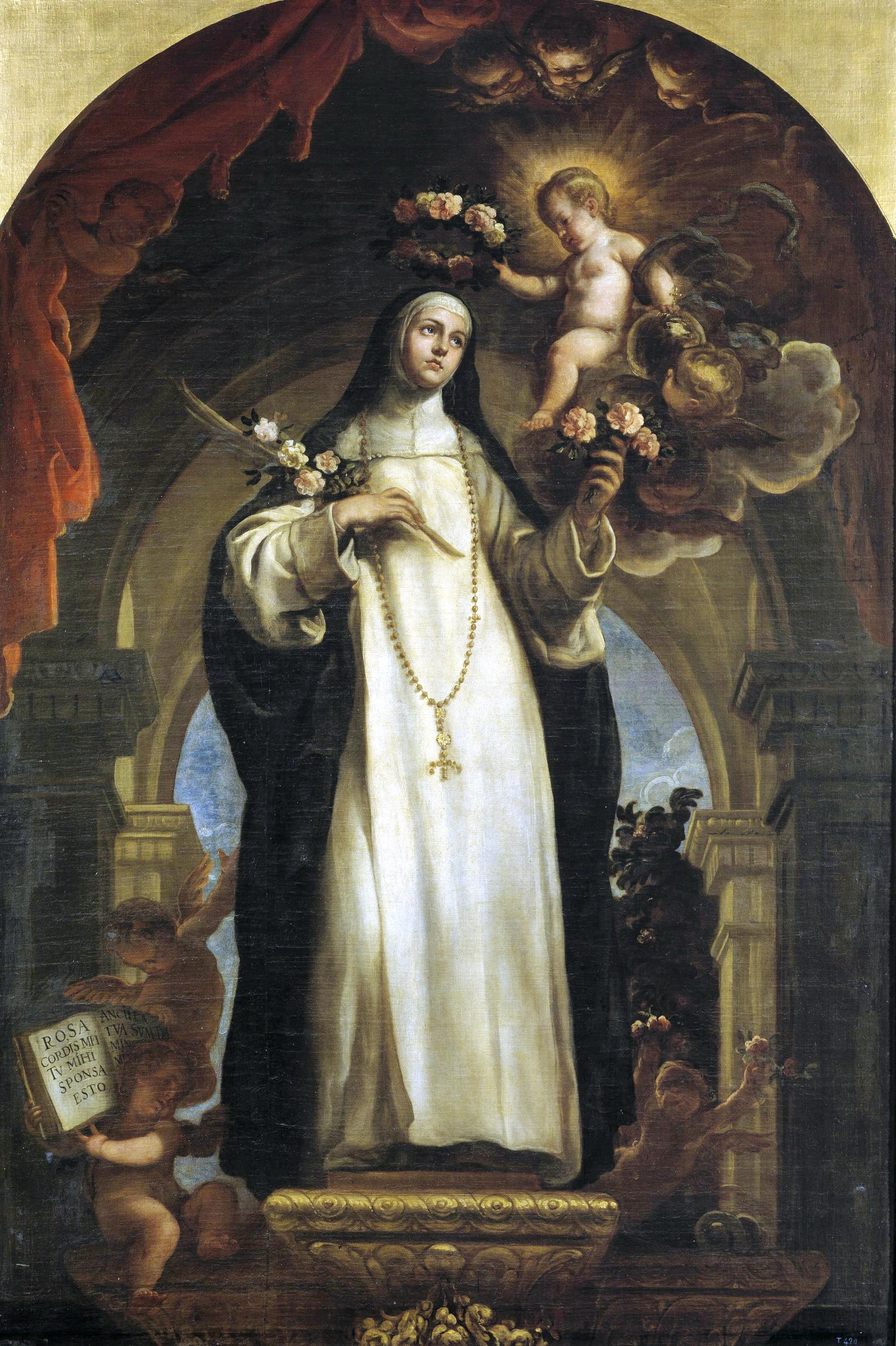
Св. Роза Лімська

З огляду на славу її святості, домініканці поховали її спочатку всередині монастиря, а два роки пізніше у своїй церкві в Лімі в каплиці святої Катерини Сієнської.

## Зображення і атрибути
Святу Розу зображають із вінком троянд на голові. ЇЇ атрибутами є корона з тернини, хрест, троянда, вінок з троянд.

## Патронат
Є покровителькою Південної Америки, Філіппін, Антильських островів, садівників.

## День пам'яті
23 серпня

## Визнання
Увічнена на аверсі банкноти 200 перуанських нових солей 1991-2009 років випуску.